# Tourisme à Sainte-Lucie

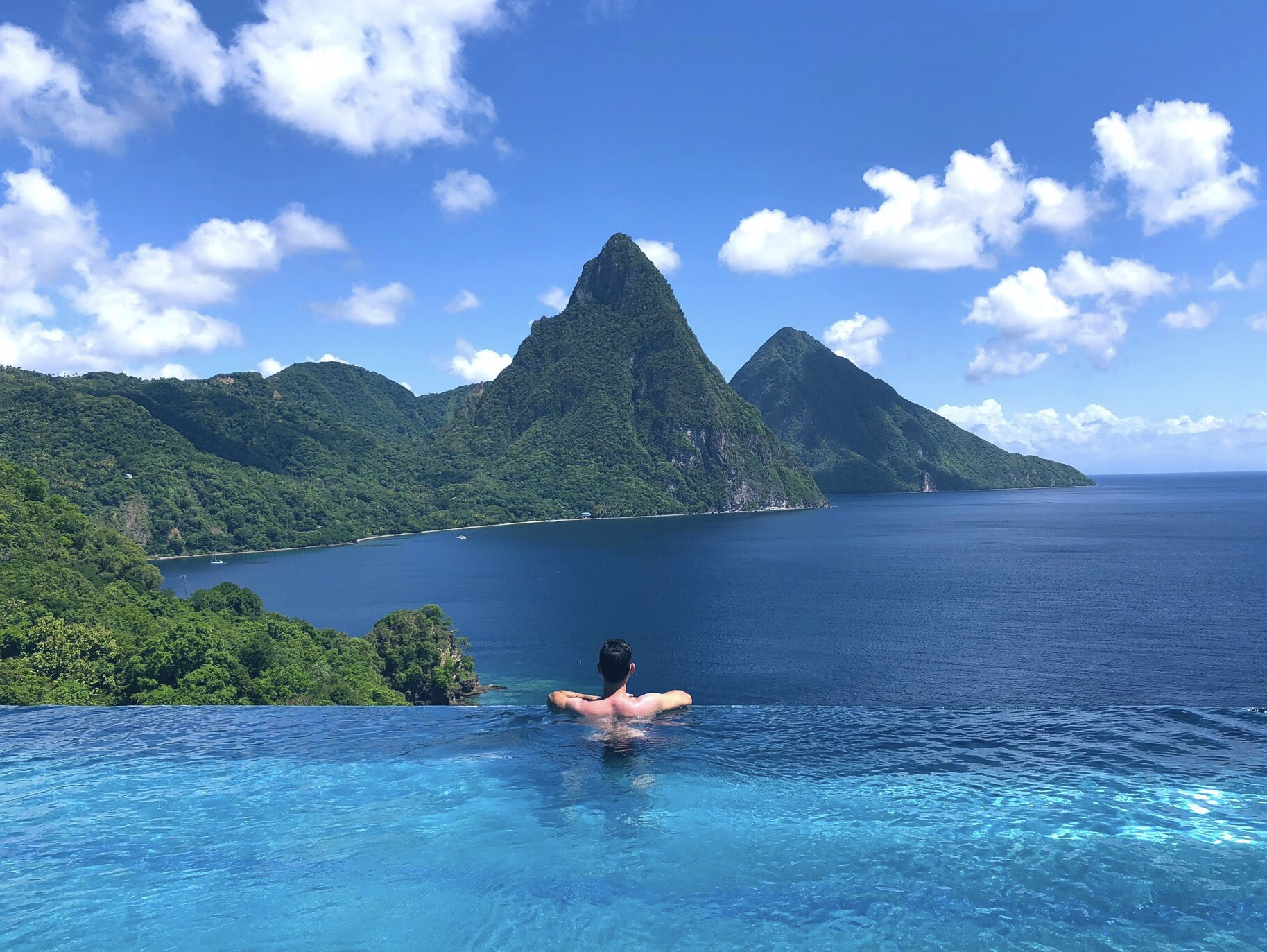
Paysage de Sainte-Lucie.

Sainte-Lucie est une île des Caraïbes, possédant un tourisme relativement important et lucrative. En raison de la superficie relativement réduite du pays, la promotion est assurée en grande partie par le ministre du tourisme de Sainte-Lucie, gérée par l'État. 
Sainte-Lucie est connue pour ses plages pittoresques et chaudes, dont certaines sont couvertes de sable volcanique noir.